# استیوارت ادوارد وایت
استیوارت ادوارد وایت (انگلیسی: Stewart Edward White; ۱۲ مارس ۱۸۷۳ – ۱۸ سپتامبر ۱۹۴۶) رمان‌نویس اهل ایالات متحده آمریکا بود.
برخی از آثار وی عبارتنداز:
- شب‌های آریزونا
- قاتلان
- مکان‌های آرام
- بندر مرموز
- زن پلنگ
- پاورچین پاورچین
- سیمبا
- چله تابستان
- کالیفرنیای کهن